# Canton de Flixecourt
Le canton de Flixecourt est une circonscription électorale française du département de la Somme.

## Histoire
Un nouveau découpage territorial de la Somme entre en vigueur à l'occasion des premières élections départementales suivant le décret du 26 février 2014. Les conseillers départementaux sont, à compter de ces élections, élus au scrutin majoritaire binominal mixte. Les électeurs de chaque canton élisent au Conseil départemental, nouvelle appellation du Conseil général, deux membres de sexe différent, qui se présentent en binôme de candidats. Les conseillers départementaux sont élus pour 6 ans au scrutin binominal majoritaire à deux tours, l'accès au second tour nécessitant 12,5 % des inscrits au 1er tour. En outre la totalité des conseillers départementaux est renouvelée. Ce nouveau mode de scrutin nécessite un redécoupage des cantons dont le nombre est divisé par deux avec arrondi à l'unité impaire supérieure si ce nombre n'est pas entier impair, assorti de conditions de seuils minimaux. Dans la Somme, le nombre de cantons passe ainsi de 46 à 23.
Le canton de Flixecourt est formé de communes des anciens cantons de Domart-en-Ponthieu (14 communes), de Picquigny (7 communes) et de Villers-Bocage (3 communes). Il est entièrement inclus dans l'arrondissement d'Amiens. Le bureau centralisateur est situé à Flixecourt.

## Représentation
| Période élective | Période élective | Mandat | Mandat   | Identité            | Nuance | Nuance | Qualité |
| ---------------- | ---------------- | ------ | -------- | ------------------- | ------ | ------ | --- |
| 2015             | 2021             | 2015   | 2021     | René Lognon         |        | PCF    | Contremaître retraité Maire de Flixecourt (1989-2016) Président de la communauté de communes Ancien conseiller général du canton de Picquigny (1993-2015) |
| 2015             | 2021             | 2015   | 2021     | Nathalie Temmermann |        | PS     | Assistante parlementaire de Christian Manable jusqu'en 2020, Wargnies                                                                                     |
| 2021             | 2028             | 2021   | en cours | René Lognon         |        | PCF    | Conseiller municipal de Flixecourt Président de la communauté de communes Nièvre et Somme                                                                 |
| 2021             | 2028             | 2021   | en cours | Nathalie Temmermann |        | PS     | Conseillère sortante |

### Résultats détaillés

#### Élections de juin 2021
Le premier tour des élections départementales de 2021 est marqué par un très faible taux de participation (33,26 % au niveau national). Dans le canton de Flixecourt, ce taux de participation est de 36,88 % (5 697 votants sur 15 448 inscrits) contre 36,82 % au niveau départemental. À l'issue de ce premier tour,  le binôme constitué de René Lognon et Nathalie Temmermann (Union à gauche avec des écologistes, 72,96 %), est élu avec 72,96 % des suffrages exprimés.

### Élections

#### 2015
| Candidats            | Candidats           | Partis      | Partis      | Premier tour | Premier tour | Second tour | Second tour |
| Candidats            | Candidats           | Partis      | Partis      | Voix         | %            | Voix        | %           |
| -------------------- | ------------------- | ----------- | ----------- | ------------ | ------------ | ----------- | ----------- |
| 1                    | René Lognon*        |             | PCF         | 3 825        | 48,17        | 4 608       | 59,03       |
| 1                    | Nathalie Temmermann |             | PS          | 3 825        | 48,17        | 4 608       | 59,03       |
| 2                    | Camille Lemaire     |             | FN          | 3 019        | 38,02        | 3 198       | 40,97       |
| 2                    | Olivier Tripet      |             | FN          | 3 019        | 38,02        | 3 198       | 40,97       |
| 3                    | Clara Dubuc         |             | UDI         | 1 096        | 13,80        |             |             |
| 3                    | Clément Stengel     |             | UDI         | 1 096        | 13,80        |             |             |
|                      |                     |             |             |              |              |             |             |
| Inscrits             | Inscrits            | Inscrits    | Inscrits    | 15 284       | 100,00       | 15 284      | 100,00      |
| Abstentions          | Abstentions         | Abstentions | Abstentions | 6 903        | 45,16        | 6 884       | 45,04       |
| Votants              | Votants             | Votants     | Votants     | 8 381        | 54,84        | 8 400       | 54,96       |
| Blancs               | Blancs              | Blancs      | Blancs      | 281          | 3,35         | 410         | 4,88        |
| Nuls                 | Nuls                | Nuls        | Nuls        | 160          | 1,91         | 184         | 2,19        |
| Exprimés             | Exprimés            | Exprimés    | Exprimés    | 7 940        | 94,74        | 7 806       | 92,93       |
| * conseiller sortant |                     |             |             |              |              |             |             |

## Composition
Le canton de Flixecourt comprend vingt-quatre communes entières.
| Nom                                | Code Insee | Intercommunalité               | Superficie (km2) | Population (dernière pop. légale) | Densité (hab./km2) | Modifier                                    |
| ---------------------------------- | ---------- | ------------------------------ | ---------------- | --------------------------------- | ------------------ | ------------------------------------------- |
| Flixecourt (bureau centralisateur) | 80318      | CC Nièvre et Somme             | 11,84            | 3 247 (2022)                      | 274                | modifier les données · modifier les données |
| Berteaucourt-les-Dames             | 80093      | CC Nièvre et Somme             | 4,64             | 1 095 (2022)                      | 236                | modifier les données · modifier les données |
| Bettencourt-Saint-Ouen             | 80100      | CC Nièvre et Somme             | 8,04             | 612 (2022)                        | 76                 | modifier les données · modifier les données |
| Bouchon                            | 80117      | CC Nièvre et Somme             | 4,60             | 158 (2022)                        | 34                 | modifier les données · modifier les données |
| Canaples                           | 80166      | CC Nièvre et Somme             | 10,26            | 704 (2022)                        | 69                 | modifier les données · modifier les données |
| Condé-Folie                        | 80205      | CA de la Baie de Somme         | 10,37            | 876 (2022)                        | 84                 | modifier les données · modifier les données |
| Domart-en-Ponthieu                 | 80241      | CC Nièvre et Somme             | 17,93            | 1 066 (2022)                      | 59                 | modifier les données · modifier les données |
| L'Étoile                           | 80296      | CC Nièvre et Somme             | 7,90             | 1 142 (2022)                      | 145                | modifier les données · modifier les données |
| Flesselles                         | 80316      | CC du Territoire Nord Picardie | 20,49            | 1 956 (2022)                      | 95                 | modifier les données · modifier les données |
| Franqueville                       | 80346      | CC Nièvre et Somme             | 6,26             | 158 (2022)                        | 25                 | modifier les données · modifier les données |
| Fransu                             | 80348      | CC Nièvre et Somme             | 5,64             | 191 (2022)                        | 34                 | modifier les données · modifier les données |
| Halloy-lès-Pernois                 | 80408      | CC Nièvre et Somme             | 6,20             | 325 (2022)                        | 52                 | modifier les données · modifier les données |
| Havernas                           | 80423      | CC Nièvre et Somme             | 4,48             | 375 (2022)                        | 84                 | modifier les données · modifier les données |
| Lanches-Saint-Hilaire              | 80466      | CC Nièvre et Somme             | 5,45             | 131 (2022)                        | 24                 | modifier les données · modifier les données |
| Pernois                            | 80619      | CC Nièvre et Somme             | 8,83             | 699 (2022)                        | 79                 | modifier les données · modifier les données |
| Ribeaucourt                        | 80671      | CC Nièvre et Somme             | 5,42             | 226 (2022)                        | 42                 | modifier les données · modifier les données |
| Saint-Léger-lès-Domart             | 80706      | CC Nièvre et Somme             | 7,05             | 1 813 (2022)                      | 257                | modifier les données · modifier les données |
| Saint-Ouen                         | 80711      | CC Nièvre et Somme             | 4,35             | 1 775 (2022)                      | 408                | modifier les données · modifier les données |
| Saint-Vaast-en-Chaussée            | 80722      | CA Amiens Métropole            | 4,72             | 503 (2022)                        | 107                | modifier les données · modifier les données |
| Surcamps                           | 80742      | CC Nièvre et Somme             | 2,97             | 77 (2022)                         | 26                 | modifier les données · modifier les données |
| Vauchelles-lès-Domart              | 80778      | CC Nièvre et Somme             | 3,92             | 121 (2022)                        | 31                 | modifier les données · modifier les données |
| Vaux-en-Amiénois                   | 80782      | CA Amiens Métropole            | 11,18            | 440 (2022)                        | 39                 | modifier les données · modifier les données |
| Vignacourt                         | 80793      | CC Nièvre et Somme             | 29,10            | 2 280 (2022)                      | 78                 | modifier les données · modifier les données |
| Ville-le-Marclet                   | 80795      | CC Nièvre et Somme             | 8,93             | 464 (2022)                        | 52                 | modifier les données · modifier les données |
| Canton de Flixecourt               | 8015       |                                | 210,57           | 20 434 (2022)                     | 97                 | modifier les données                        |

## Démographie
En 2022, le canton comptait 20 434 habitants, en évolution de −2,81 % par rapport à 2016 (Somme : −1,26 %, France hors Mayotte : +2,11 %).
| 2013   | 2018   | 2022   |
| ------ | ------ | ------ |
| 21 293 | 20 864 | 20 434 |